# Commune fusionnée de Bad Kreuznach
Commune fusionnée de Bad Kreuznach est une municipalité allemande située dans le land de Rhénanie-Palatinat et l'Arrondissement de Bad Kreuznach.